# Sverigeväggen

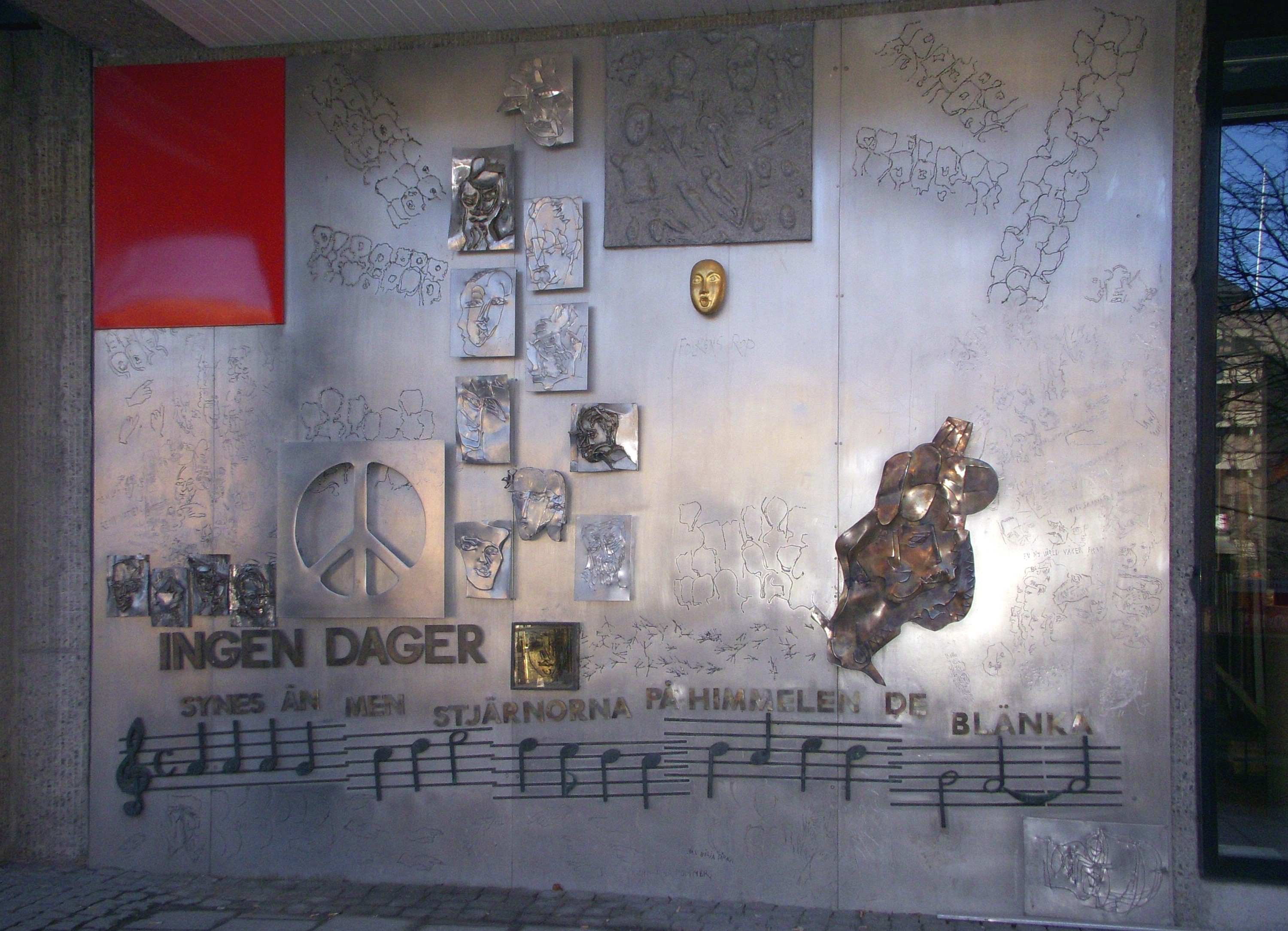
Sverigeväggen i mars 2012.

Sverigeväggen är en väggrelief utfört av  konstnären Siri Derkert åren 1967-1969. Verket upptar en del av Sverigehusets fasad mot Kungsträdgården i Stockholm och avtäcktes i juni 1969 med två veckors försening på grund av en protestaktion från Derkerts sida. 

## Bakgrund
Sverigeväggen kom till genom en tävling som Statens konstråd arrangerade i april 1967. Det färdiga verket skulle placeras på Sverigehusets fasad mot Kungsträdgården i Stockholm. Sverigehuset, som var arkitekten Sven Markelius' sista arbete, var ett nytt informationscentrum där bland annat olika organisationer för kulturella förbindelser med andra länder fanns.
Siri Derkert blev tillsammans med konstnärerna Lennart Johansson och Fritz Sjöström inbjuden till tävlingen. Bland Derkerts tidigare monumentalverk fanns Kvinnopelaren (1956-58) på T-centralen och Ristningar i betong (1961-65) på Östermalmstorgs tunnelbanestation. Redan på ett tidigt stadium hade hon tänkt skapa ett collage med metallplattor, stålreliefer, text, ristningar och notskrift. I december 1967 lämnade Derkert in två förslag varav Statens konstråd utvalde ett. Hon hade ett och ett halvt år på sig att färdigställa verket. Derkert var i 80-årsåldern när hon skapade Sverigehusets utsmyckning med sitt samhällskritiska budskap.

## Verket

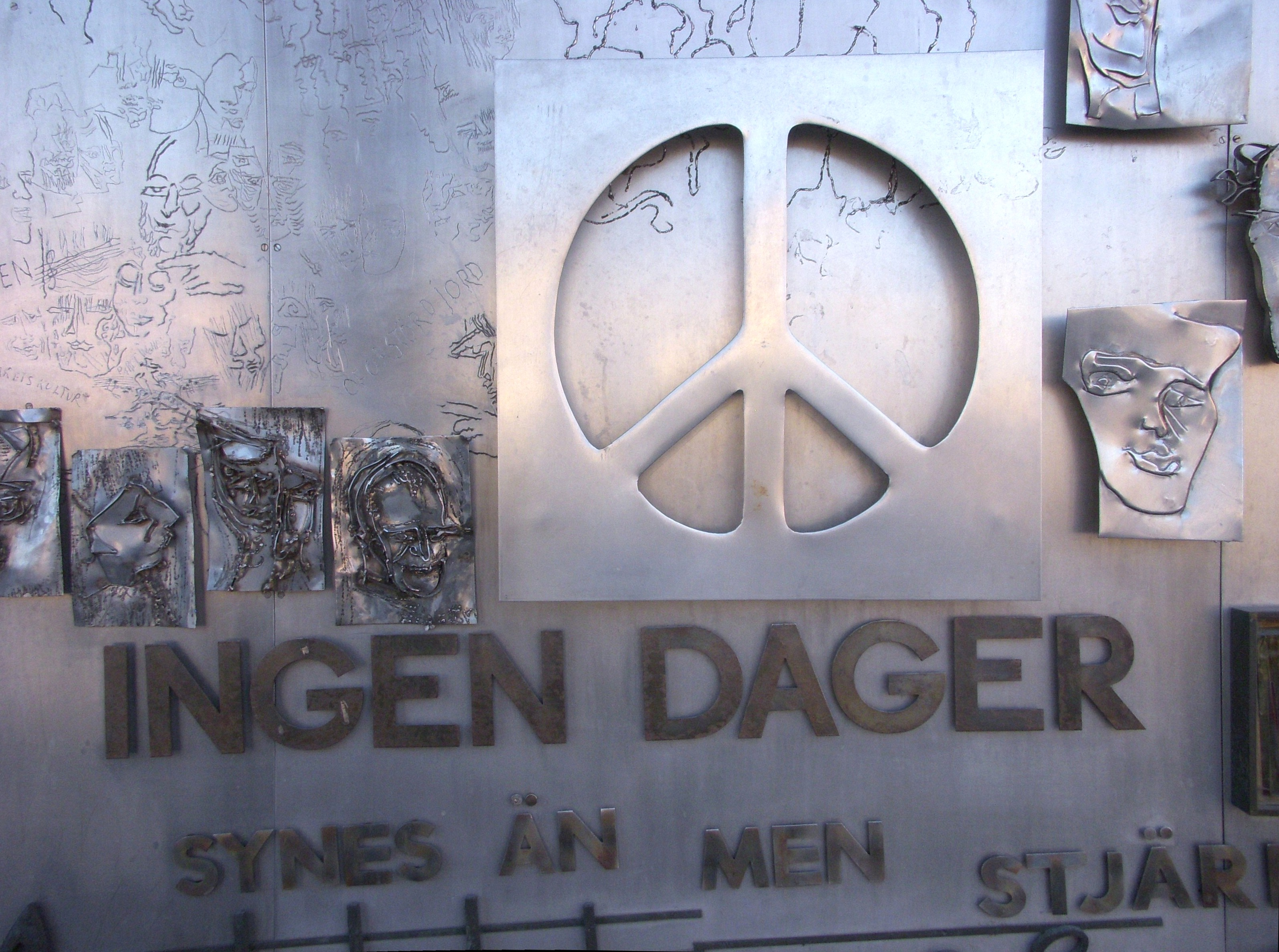
Detalj: Fredssymbolen.

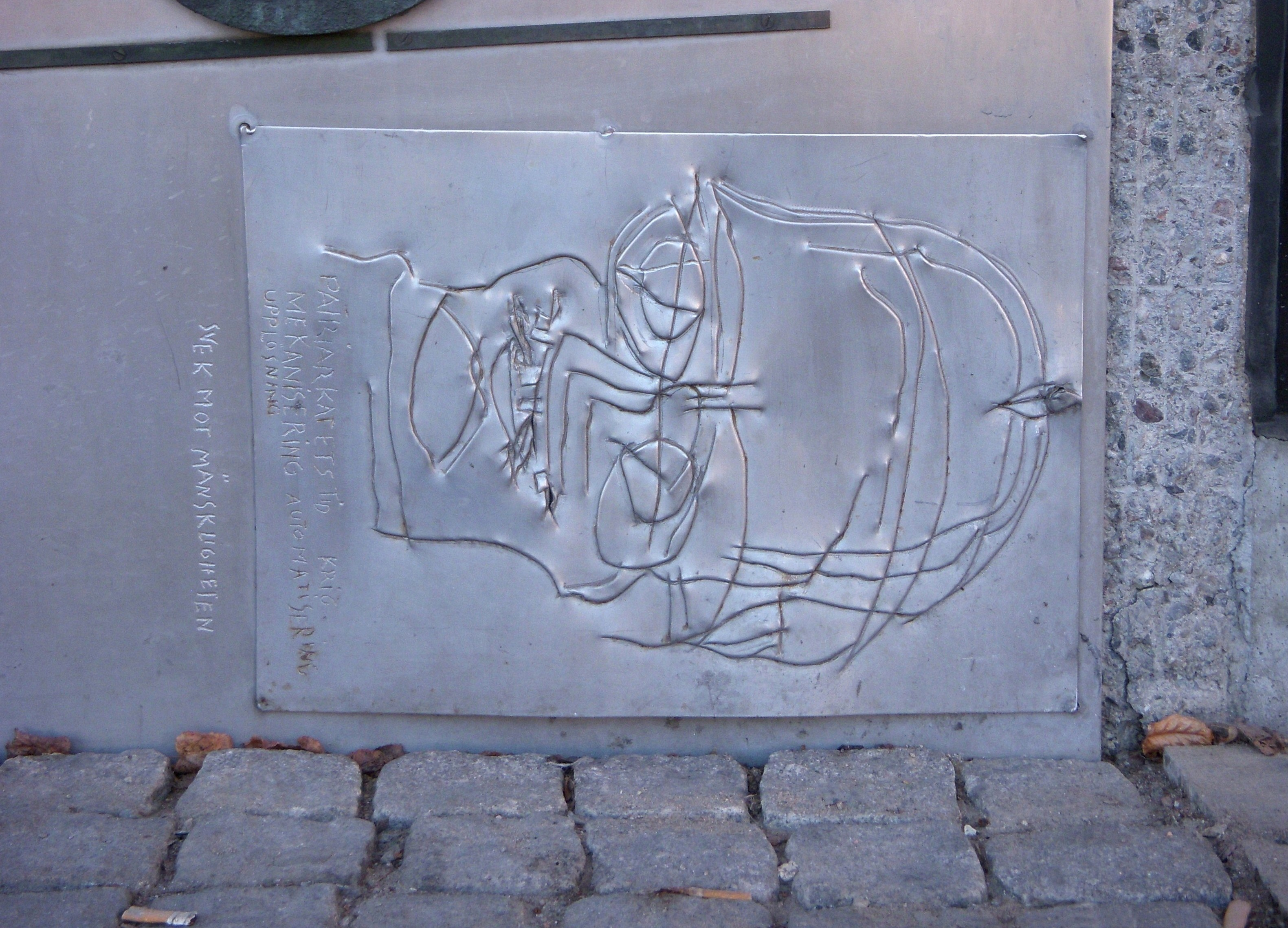
Soldathuvudet, "Svek mot mänskligheten".

Sverigeväggen består av en stor metallplatta i rostfritt stål med format 325 x 415 cm. På denna platta finns ristningar och collageteknik med fastsatta element i stål, betong och mässing. Derkert värnade om miljön, freden och kvinnornas rättigheter, och därför var temat för Sverigeväggen freds-, kvinno-, och miljökamp.
Här finns bland annat ett ansikte i mässing med öppen mun och texten "Folkens rop", en iögonfallande not- och textrad i Staffansvisan  "Ingen dager synes än men stjärnorna på himmelen de blänka" och den internationella fredssymbolen. Om Staffansvisans textrad skrev hon till sonen i juli 1967: "... å de orden som jag tycker speglar världssituationen – INGEN DAGER SYNES ÄN men stjärnorna på himmelen de blänka – Hoppet som aldrig dör, symbolen för vår ohjälpliga tro och trots".
Till höger om fredsmärket märks tio ansikten formade i rostfri plåt som föreställer (uppifrån och ner) Thomas Thorild, Elin Wägner, Gustav Jonsson ("Skå-Gustav"), Fredrika Bremer, August Strindberg, Östen Undén, Sara Lidman, Carl Jonas Love Almquist, Alva Myrdal och Elise Ottesen-Jensen. Under dessa finns även ett självporträtt av Derkert själv. Till vänster om fredssymbolen finns ytterligare fyra ansikten; tre av dessa föreställer Georg Borgström, Elisabeth Tamm och Hans Palmstierna. Den fjärde skall troligtvis gestalta Elin Wägner.
Metallväggen är täckt med paroller som "Kvinnan kommer", "Nytt samhälle ny kultur", "En ny värld växer fram", "Män börjar tänka", "Nytt samhälle – ny kultur", "Rent vatten - ren luft" och "Oförstörd jord". På väggens övre vänstra hörn finns en slät rödemaljerad metallkassett. Enligt konstkritikern Olle Granath utgör det röda fältet en symbol för revolutionen och den uppgående solen. Han menar att Derkert ville hylla alla de som har "vänt sina anleten och tankar mot det röda ljuset". Som pendang, diagonalt ner i väggens nedre högra hörn gestaltade Derkert ett på sidan liggande soldathuvud inklädd stålhjälm, intill en text: "Svek mot mänskligheten".
Derkerts verk Ristningar i betong (1961-1965) på Östermalmstorgs tunnelbanestation har vissa likheter med Sverigeväggen. De porträtt som förekommer har samma karikatyrliknande utseende, gestaltade med sparsamma, kantiga linjer. Skisserna för Sverigeväggen förvaras på Skissernas Museum i Lund.

## Invigningen
Ursprungligen skulle verket invigas på plats den 31 maj 1969 och samtidigt skulle utställningen Sverigebilder visas i Sverigehuset, arrangerad av Svenska Institutet. Vid en kontroll av Sverigebilder visade det sig dock  att det innehöll samhällskritiska och satiriska inslag och man beslöt att inte visa det. Derkert protesterade och menade att hon under dessa omständigheter inte ville visa sitt verk heller. Hon gömde Sverigeväggen bakom ett svart skynke med texten "Min vägg visas inte så länge utställningen Sverigebilder inte har öppnats i Sverigehuset. Jag gör detta som en solidaritetshandling." Svenska Institutet bestämde sig då att visa Sverigebilder, men bara under en dag. Detta ledde till att Siri Derkert tog ner sitt skynke och med två veckors försening kunde hennes verk studeras av allmänheten.

## Bilder

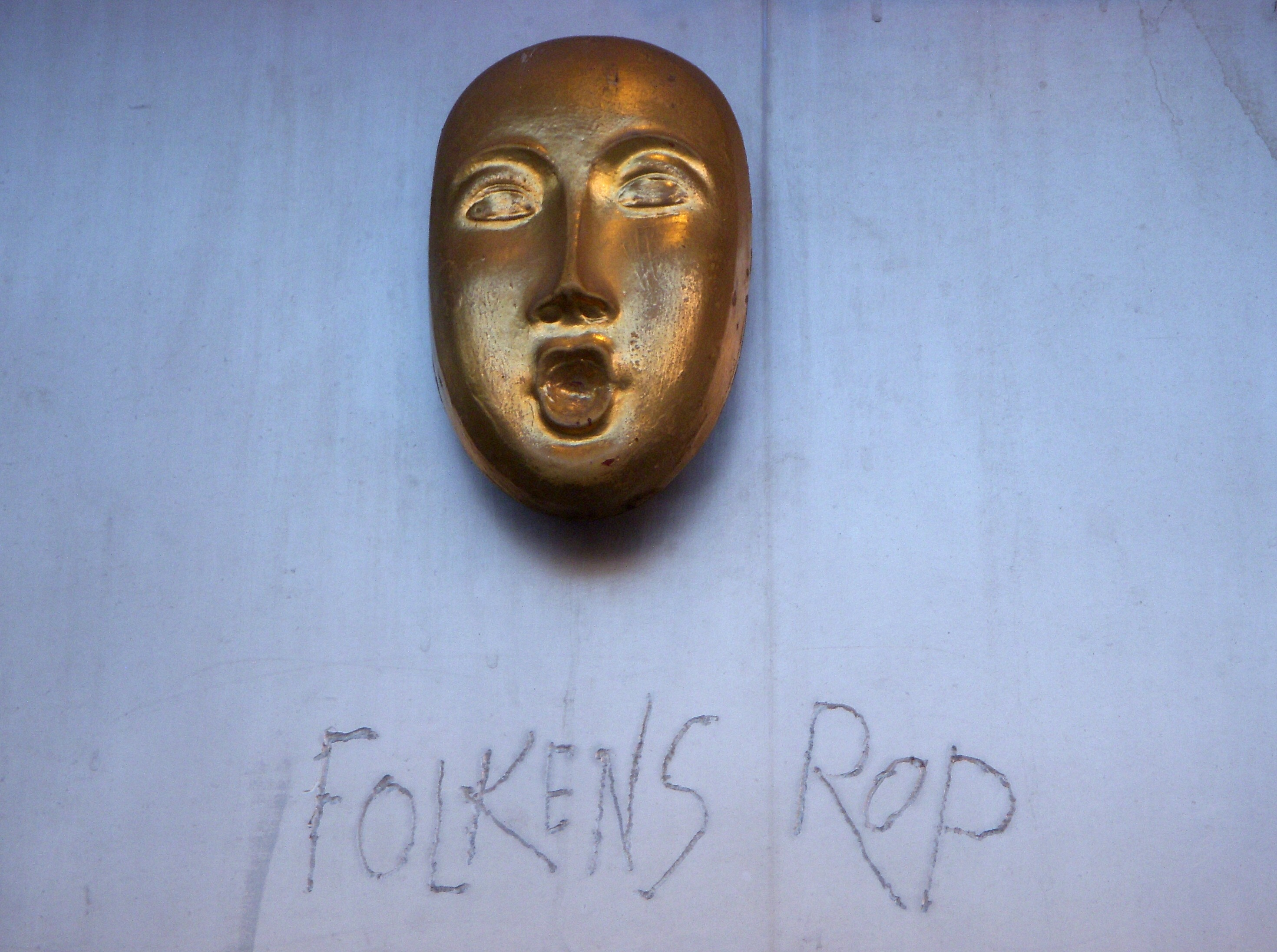
Folkens rop
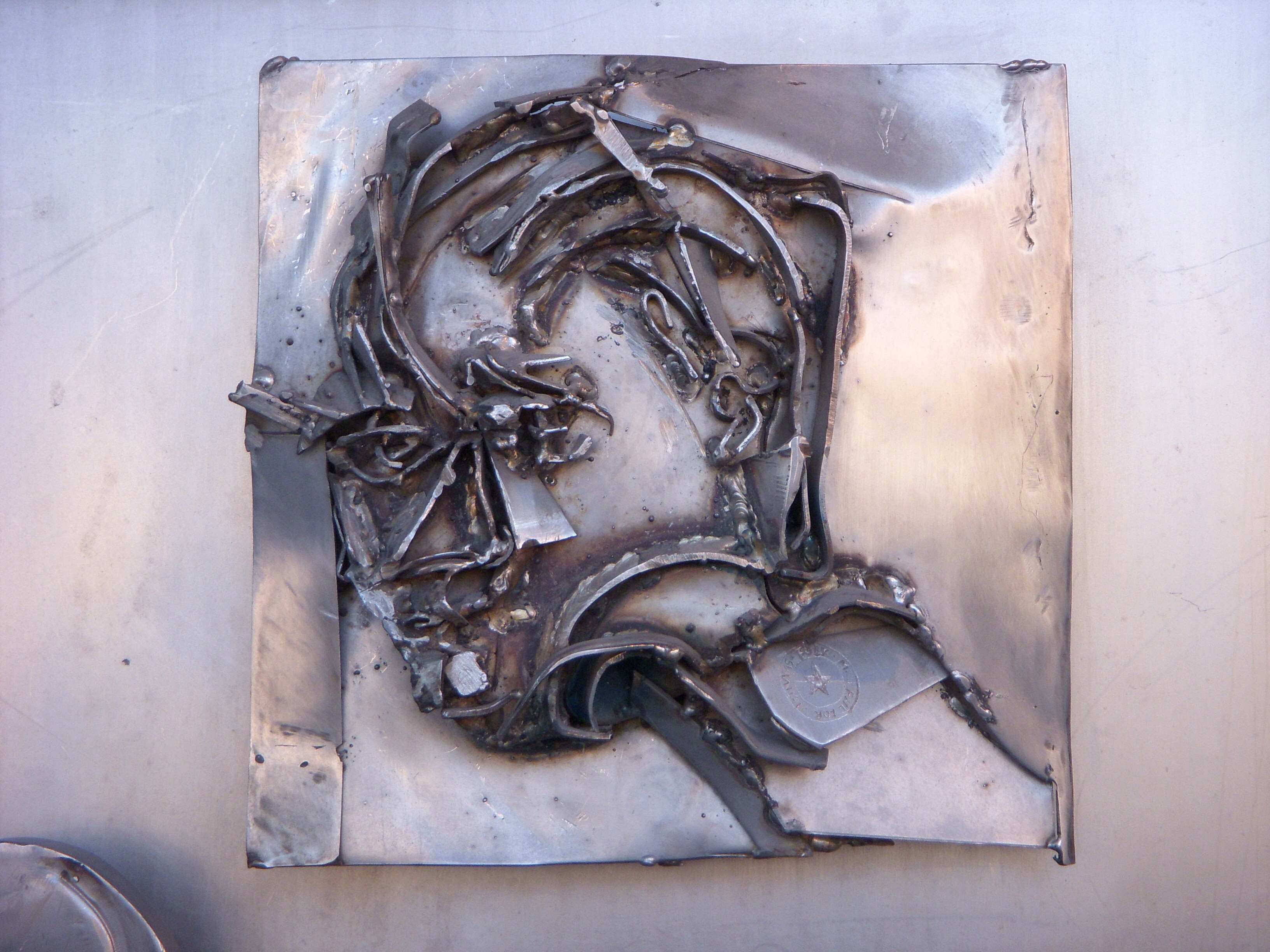
Sara Lidman
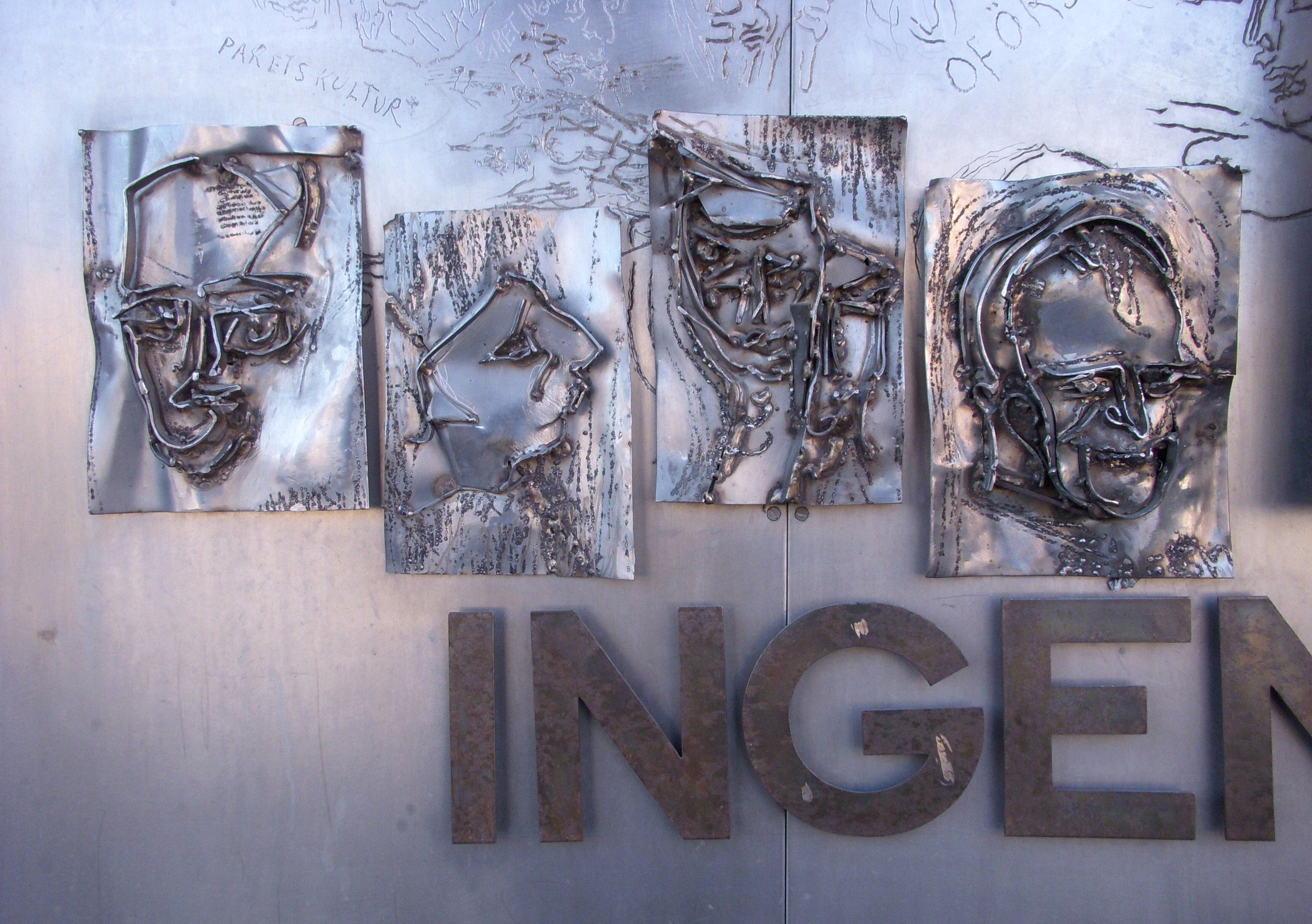
Georg Borgström, Elisabeth Tamm, Hans Palmstierna och Elin Wägner
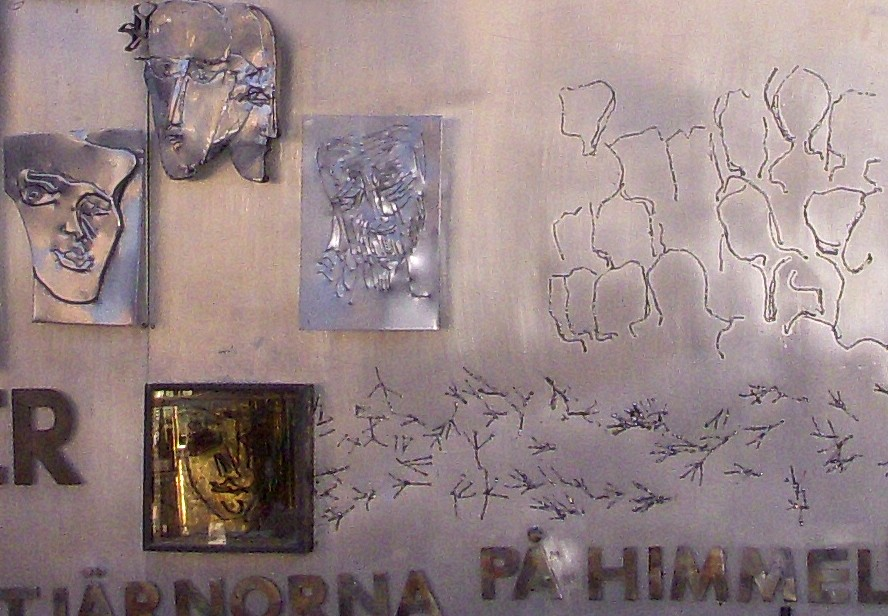
Självporträtt (nederst till vänster)